# Samuel Mesropian
Samuel Mesropian (ur. 5 września 2001) – argentyński zapaśnik walczący w stylu klasycznym. Ósmy na igrzyskach panamerykańskich w 2023. Jedenasty na mistrzostwach panamerykańskich w 2023. Wicemistrz Ameryki Południowej w 2019 roku.